# Risti (gemeente)
Risti (Estisch: Risti vald) is een voormalige gemeente in de Estlandse provincie Läänemaa. De gemeente telde 814 inwoners (2011) en had een oppervlakte van 167,8 km². In oktober 2013 werden de gemeenten Risti, Oru en Taebla samengevoegd tot de gemeente Lääne-Nigula.
De vroegere hoofdplaats Risti heeft de status van alevik (vlek). Daarnaast had de gemeente vier dorpen: Jaakna, Kuijõe, Piirsalu en Rõuma.

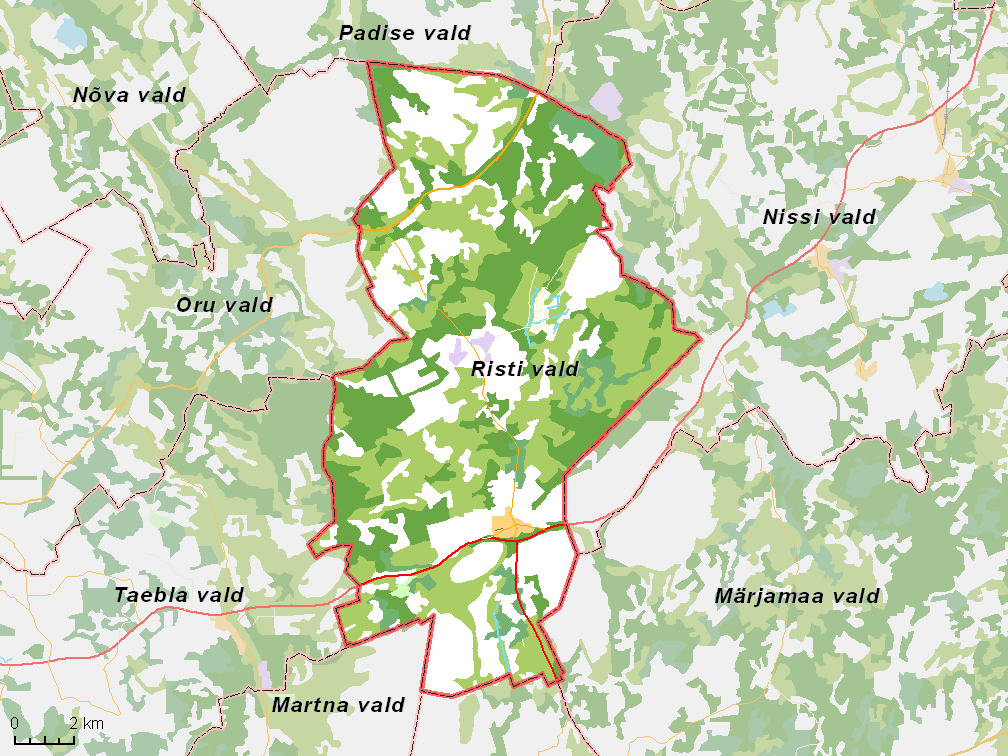
De gemeente met omliggende gemeenten, situatie begin 2013